# 110 (число)
Вижте пояснителната страница за други значения на 110.
110 (сто и десет) е естествено, цяло число, следващо 109 и предхождащо 111.
Сто и десет с арабски цифри се записва „110“, а с римски цифри – „CX“. Числото 110 е съставено от три цифри от позиционните бройни системи – 1 (едно), 0 (нула).

## Общи сведения
- 110 е четно число.
- 110 е атомният номер на елемента дармщадтий.
- 110-ият ден от годината е 20 април.
- 110 е година от Новата ера.